# Kanton Zug
Kanton Zug (francosko Zoug, italijansko Zugo) je kanton v osrednji Švici s sedežem v istoimenskem mestu.
Po površini je najmanjši izmed kantonov, ki ima v Svetu kantonov (Ständerat) dva predstavnika in ne enega (za razliko od nekdanjih »polkantonov«). Meji na kantone Zürich, Schwyz, Luzern in Aargau. Je del metropolitanskega območja Züricha in se uvršča med gosteje poseljene kantone.
Je eden najbogatejših švicarskih kantonov po BDP-ju na prebivalca. Z davčnimi ugodnostmi, zlasti davkom na kapital holdinških družb, ki znaša le 0,02 ‰, je pridobil sloves davčne oaze, kjer ima »nabiralnike« okoli 200.000 podjetij.

## Upravna delitev
Kanton je razdeljen na 11 občin:
- Baar
- Cham
- Hünenberg
- Menzingen
- Neuheim
- Oberägeri
- Risch
- Steinhausen
- Unterägeri
- Walchwil
- Zug